# Artie Bernstein
Arthur „Artie“ Bernstein (* 4. Februar 1909 in Brooklyn, New York City; † 4. Januar 1964 in Los Angeles) war ein US-amerikanischer Jazzbassist des Swing. 
Artie Bernstein war zeitweise Rechtsanwalt, wurde jedoch bald ein gefragter Bassist, bis er 1930 Berufsmusiker wurde. Zunächst arbeitete er 1931/32 mit Red Nichols, von 1932 bis 1934 mit den Dorsey Brothers und von 1939 bis 1941 mit Benny Goodman in dessen Sextett und Septett. Seitdem war er als Studiomusiker in Los Angeles beschäftigt.
Bernstein war außerdem an Plattenaufnahmen von Jack Teagarden (1931–33), Eddie Condon, Adrian Rollini/Frankie Trumbauer 1934, Billie Holiday 1936, Teddy Wilson, Bert Shefter 1937, Maxine Sullivan 1937/38, Lionel Hampton, 1939–41, den Metronome All-Stars, Red Norvo 1945, Cootie Williams 1941 und Sonny Berman 1946 beteiligt. 
1943 gewann Bernstein den Leserpoll des Jazzmagazins Down Beat.